# Johannes Brandrup
Johannes Brandrup (ur. 7 stycznia 1967 we Frankfurcie nad Menem) – niemiecki aktor. Odtwórca roli pierwszego detektywa Franka Stolte w serialu akcji RTL Kobra – oddział specjalny. Po pierwszym sezonie (1996) zajął się innymi projektami, ale na krótko powrócił w 40. sezonie (2016).

## Życiorys
W latach 1984–1986 uczęszczał do międzynarodowej szkoły z internatem United World College of the Atlantic w Walii i ukończył studia z tytułem International Baccalaureate. Po odbyciu służby cywilnej w Wiesbaden, studiował na wydziale aktorskim na Folkwang Universität der Künste w Essen. W 1992 ukończył studia.
Swoją karierę rozpoczął jako asystent reżysera w teatrze. Grał w Deutsches Theater w Getyndze (1992) i Bayerisches Staatsschauspiel w Monachium (1998), zanim w 1999 wspólnie z Björnem Bähre w Internecie założył pierwszy cyfrowy teatr Berliner Logentheater, współpracując z różnymi producentami, teatrami i twórcami. Występował w Theater DerDasDie w Berlinie (2005) i Freilichtspiele w Schwäbisch Hall (2006). 
Jego debiutancka rola kinowa Andiego w filmie drogi Dzikie lata (Wilde Jahre, 1994) przyniosła mu nagrodę przyznawaną dla młodego aktora na Festiwalu Max Ophüls w Saarbrücken. Pojawił się w niemieckich serialach: ARD Telefon 110 (Polizeiruf 110, 1994) i Komisarz (Die Kommissarin, 1995) z Tilem Schweigerem. 

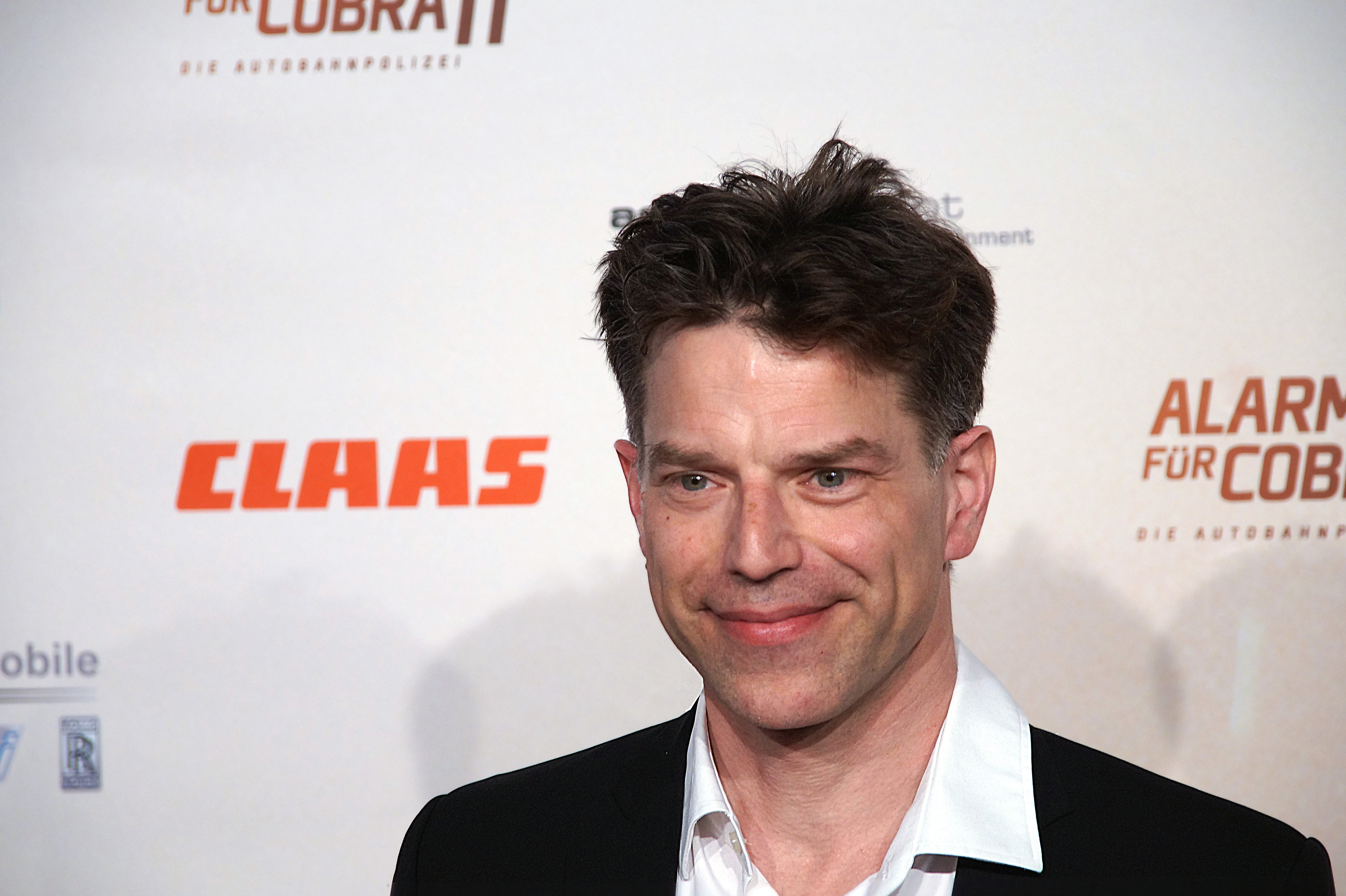
Premiera 300. odcinka Kobra – oddział specjalny (kwiecień 2016)

12 marca 1996 wystąpił w pierwszym odcinku serialu kryminalnego RTL Kobra – oddział specjalny (Alarm für Cobra 11 – Die Autobahnpolizei) – pt. „Bomby na 92 kilometrze” w roli detektywa w oddziale patrolu drogowego Franka Stolte, który służył w GSG 9. Jego partnerem w dwóch odcinkach był Ingo Fischer (Rainer Strecker) a potem Semir Gerkhan (Erdogan Atalay). Po dziewiątym odcinku pt. „Ostatni przystanek” („Endstation für alle”) z 7 maja 1996 odszedł z serialu. Pojawia się gościnnie w odcinku pt. „Ryzyko” („Risiko”) z 17 listopada 2016, gdzie zgłosił się na policję jako sprawca przestępstwa. 
Za rolę niemieckiego oficera Hansa Wiedemanna w miniserialu Bez granic (Al di là delle frontiere, 2004) otrzymał nagrodę Flaiano d’Oro na festiwalu w Pescarze. Ma na swoim koncie także biblijne kreacje takie jak apostoł Paweł w telefilmie Paweł z Tarsu (San Paolo, 2000), Jezus w telefilmie Święty Piotr (San Pietro, 2005) czy Herod Antypas w Maria z Nazaretu (Maria di Nazaret, 2012). W serialu Ostatni gliniarz (Der Letzte Bulle, 2012) pojawił się jako Thilo von Straten.

## Życie prywatne
W 1991 zawarł związek małżeński z Branwen Kiemute Okpako, z którą ma dwoje dzieci. W 2008 doszło do rozwodu.

## Nagrody
- 1994: Max Ophüls Preis
- 2004: Flaiano d’Oro
- 2004: Efebo d’Oro
- 2009: Island of Naples Festival za główną rolę w Lo Smemorato di Collegno

## Filmografia

### Filmy
- 1994: Dzikie lata (Wilde Jahre) jako Andi
- 2003: Dolina niewinnego (Tal der Ahnungslosen) jako Hans
- 2007: Porno!Melo!Drama! jako Pit
- 2008: 80 minut (80 Minutes) jako policjant
- 2012: online – meine Tochter in Gefahr jako Marc Redel

### Filmy TV
- 2000: Paweł z Tarsu (San Paolo) jako Szaweł z Tarsu/apostoł Paweł
- 2005: Święty Piotr (San Pietro) jako Jezus
- 2008: Die Hitzewelle, keiner kann entkommen (Żar z nieba) jako Dirk Berger
- 2010: Święty Augustyn (Sant’Agostino) jako Waleriusz
- 2012: Maria z Nazaretu (Maria di Nazaret) jako Herod Antypas
- 2015: Engel der Gerechtigkeit – Geld oder Leben jako Gernot Strasser

### Seriale TV
- 1994: Telefon 110 (Polizeiruf 110) jako Witte
- 1995: Komisarz (Die Kommissarin) jako Grabowski
- 1996: Tatort (Miejsce zbrodni) jako Hendryk Dornbusch
- 1996–1997: Kobra – oddział specjalny (Alarm für Cobra 11 – Die Autobahnpolizei) jako detektyw Frank Stolte
- 1998: Tatort (Miejsce zbrodni) jako Roland Haas
- 1999: Tatort (Miejsce zbrodni) jako Berberich
- 2001: Krzyżowcy/Krucjaty (Crociati) jako Richard
- 2002: Alicia!
- 2003: Klinika pod palmami (Klinik unter Palmen) jako dr Alexander Ritter
- 2004: Bez granic (Al di là delle frontiere) jako oficer Hans Wiedemann
- 2005: Telefon 110 (Polizeiruf 110) jako Rolf Gehrke
- 2007: Tatort (Miejsce zbrodni) jako Matthias Erler
- 2008: Siska jako Patrick Richter
- 2008: Nasz Charly (Unser Charly) jako Freddy Noller
- 2011–2012: Der Bergdoktor jako Tom Imhoff
- 2012: Ostatni gliniarz (Der Letzte Bulle) jako Thilo von Straten
- 2012: Maria z Nazaretu (Maria di Nazaret) jako Herod Antypas
- 2014–2015: Rote Rosen jako Maurice Greve
- 2016: Kobra – oddział specjalny – odc.: Ryzyko (Risiko) jako Frank Stolte
- 2018: Die Rosenheim-Cops jako Klaus Rehberger